# Groupe Le Duff
Le Groupe Le Duff est une entreprise française de restauration fondée par Louis Le Duff en 1976, année d'ouverture du premier établissement Brioche dorée, à Brest.
Basé à Rennes en Bretagne, le groupe est présent dans la boulangerie, la restauration rapide, comme dans la restauration traditionnelle, la production industrielle de pain et de viennoiseries.
La fortune de la famille Le Duff est estimée à 1,48 milliard d'euros en 2020.

## Historique
Louis Le Duff a ouvert son premier établissement à enseigne Brioche dorée en 1976 avec l'équivalent de 1 500 € d'apport personnel. Il crée le premier établissement de restauration rapide « à la française ».
En 1983, Louis Le Duff diversifie les activités du groupe avec la création de la chaîne « Pizzeria Lucio » qui fusionne avec l'enseigne Pizza Del Arte, rebaptisée Del Arte après son rachat au Groupe Accor en 1996.
En 1984, la première usine Bridor ouvre à Montréal. Quatre ans plus tard la première unité hexagonale s'installe à Servon-sur-Vilaine en Ille-et-Vilaine
En 1989, le Groupe Le Duff fait l'acquisition de l'enseigne Fournil de Pierre.
En 2002, le groupe acquiert La Madeleine, enseigne de restaurants « à la française » implantés dans le Sud et l’Est des États-Unis. Il rachète les restaurants de bagel Bruegger’s en 2010, la marque canadienne Timothy's Coffee en 2012 ainsi que la chaîne de bistrots-restaurants Mimi's Café, en janvier 2013.
Le groupe ouvre des restaurants en Corée, au Japon et en Chine.
En 2010, il rachète progressivement l’unité de production Cité Gourmande.
En avril 2015, Le Duff acquiert 80 % de Kamps, entreprise possédant près de 400 boulangeries en Allemagne.
En 2017, le groupe lance Gourming, place de marché professionnelle, et acquiert la chaîne Tablapizza et ses 32 restaurants, enseigne appartenant au Groupe Flo.
Début octobre 2019, le groupe Le Duff investit plus de 200 millions d'euros au sein de sa filiale Bridor présente au Canada et aux États-Unis,.
Décembre 2021, Le Duff fait l'acquisition du groupe normand Frial.
En 2022, le projet d'implantation d'une usine de viennoiseries Bridor à Liffré, pour lequel l'autorité environnementale, l’Office français de la biodiversité et le schéma d’aménagement et de gestions des eaux ont émis des avis défavorables lors de l'enquête publique, crée une polémique,,,. Face aux protestations des militants écologistes et aux recours juridiques retardant la mise en œuvre du projet, Le Duff annonce finalement son abandon.

## Activité
Le Groupe Le Duff est présent dans plusieurs secteurs de la restauration à travers des enseignes déployées mondialement.
Le groupe est particulièrement développé dans le secteur de la restauration rapide avec les enseignes Brioche dorée, Fournil de Pierre, Bruegger’s et Kamps.
Il compte également plusieurs enseignes dans le secteur de la restauration à table notamment dans la cuisine française aux États-Unis, La Madeleine et Mimi’s Café, et une enseigne de spécialités italiennes, Del Arte[réf. souhaitée].

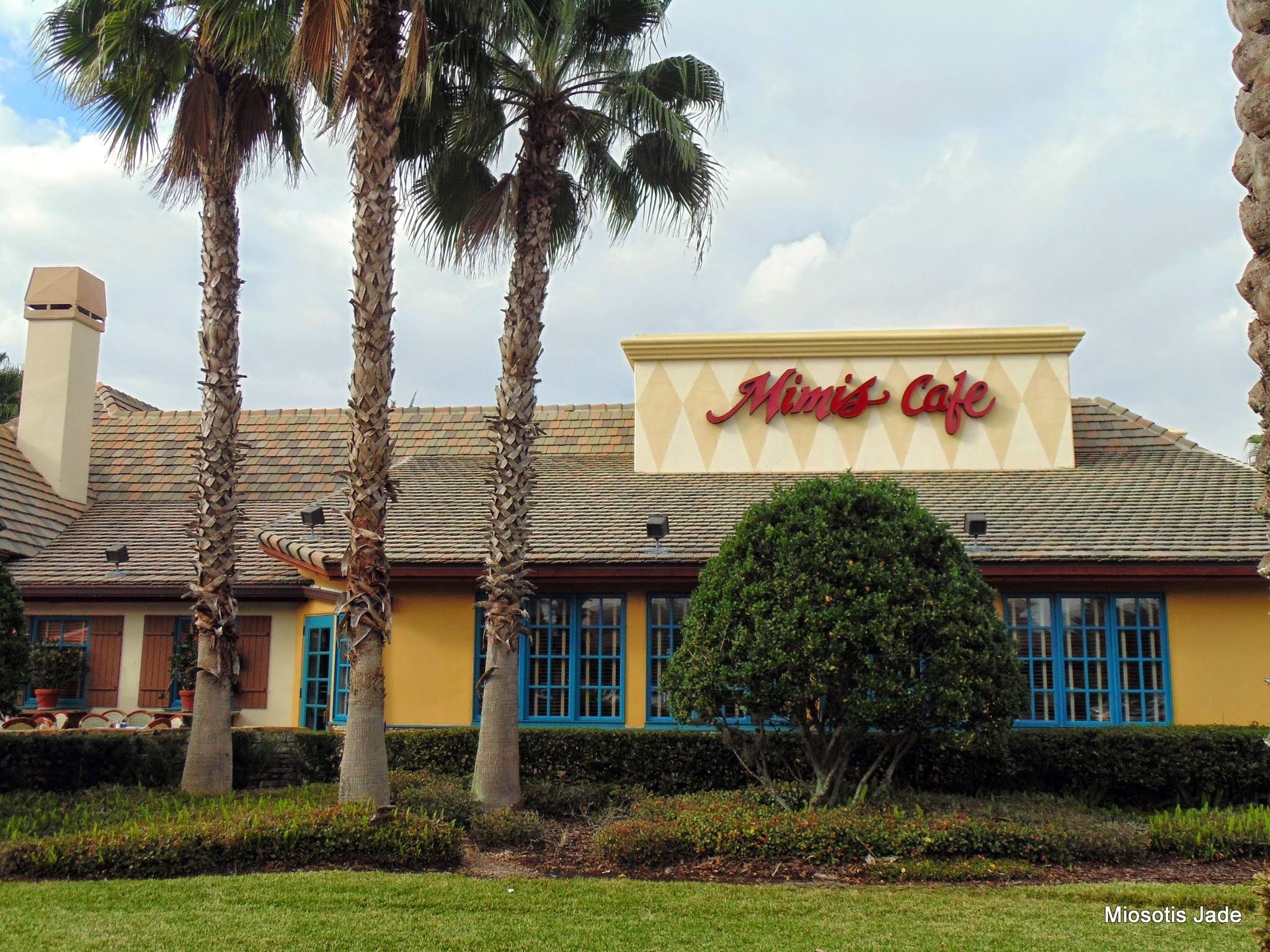
Mimi's Cafe à Orlando (Floride).

Il dispose de ses propres unités de production de pâtes (à pain, à pizza, à viennoiserie…) avec Bridor et d’unités de cuisson avec FB Solution. Bridor approvisionne également des hôtels et restaurants de luxe, le transport aérien et ferroviaire ainsi que les boulangers.

## Chiffres clés
Le groupe possède 1 958 restaurants et boulangeries dans 90 pays répartis sur 5 continents. Il emploie 35 420 salariés et gère 7 usines de production dans le monde.
Le chiffre d'affaires du groupe en 2016 est de 2,01 milliards d'euros et son siège social est basé à Rennes, en Bretagne.